# Drávacsehi
Drávacsehi é um município da Hungria, situado no condado de Baranya. Tem 7,4 km² de área e sua população em 2019 foi estimada em 164 habitantes.